# Dallas Bartley
Pour les articles homonymes, voir Bartley.
Dallas E. Bartley, né le 15 septembre 1916 à Cave Springs (Missouri) et mort le 22 novembre 1979 à Springfield, est un musicien de Rhythm and blues américain, bassiste de jazz, chef d'orchestre et compositeur.

## Biographie
Après des études à Springfield dont à la Lincoln High School, il apprend le violon, la guitare et le piano. Jusqu'à ce qu'il soit diplômé de l'école en 1935, il joue dans le groupe scolaire The Lincolnites. En 1938, il s'installe à Chicago et travaille comme bassiste et compositeur, d'abord avec Tommy Rigsby et King Kolax, puis avec Earl Hines, Cab Calloway et Duke Ellington.
En 1940, il devient membre du groupe Louis Jordan and The Tympany Five, pour lesquels il écrit Small Town Boy et, en collaboration, Early in the Morning. En 1943, il quitte le groupe et fonde la formation Small Town Boys, avec laquelle il enregistre des chansons telles que The Band That Really Comes On, Cryin' and Singin' the Blues et All Ruzzit-Buzzit pour les labels Coral (septembre 1944), Cosmo (1946) et National (1947), dont une reprise de St. Louis Blues de William Christopher Handy avec la chanteuse de R&B Annie Laurie. Avec son groupe, il participe en 1945 à des soundies, entre autres à l'Apollo Theater de New York et effectue de nombreuses tournées avant de finalement retourner dans sa ville natale en 1969.
Cofondateur de la Springfield Jazz Society, il meurt en 1979 à Springfield.